# Oxidkathode
Die Oxidkathode ist eine Bauform der Glühkathode von Elektronenröhren, die durch einen besonderen Aufbau auch bei vergleichsweise geringen Temperaturen eine hohe Emissionsfähigkeit besitzt. Die Oxidkathode ist bei Röhren für Radios, Verstärker, Tonbandgeräte, Hörgeräte und Fernseher üblich. Nur Röhren für sehr hohe Leistungen oder Sonderzwecke wie Rauschdioden verwenden eine Wolframkathode.

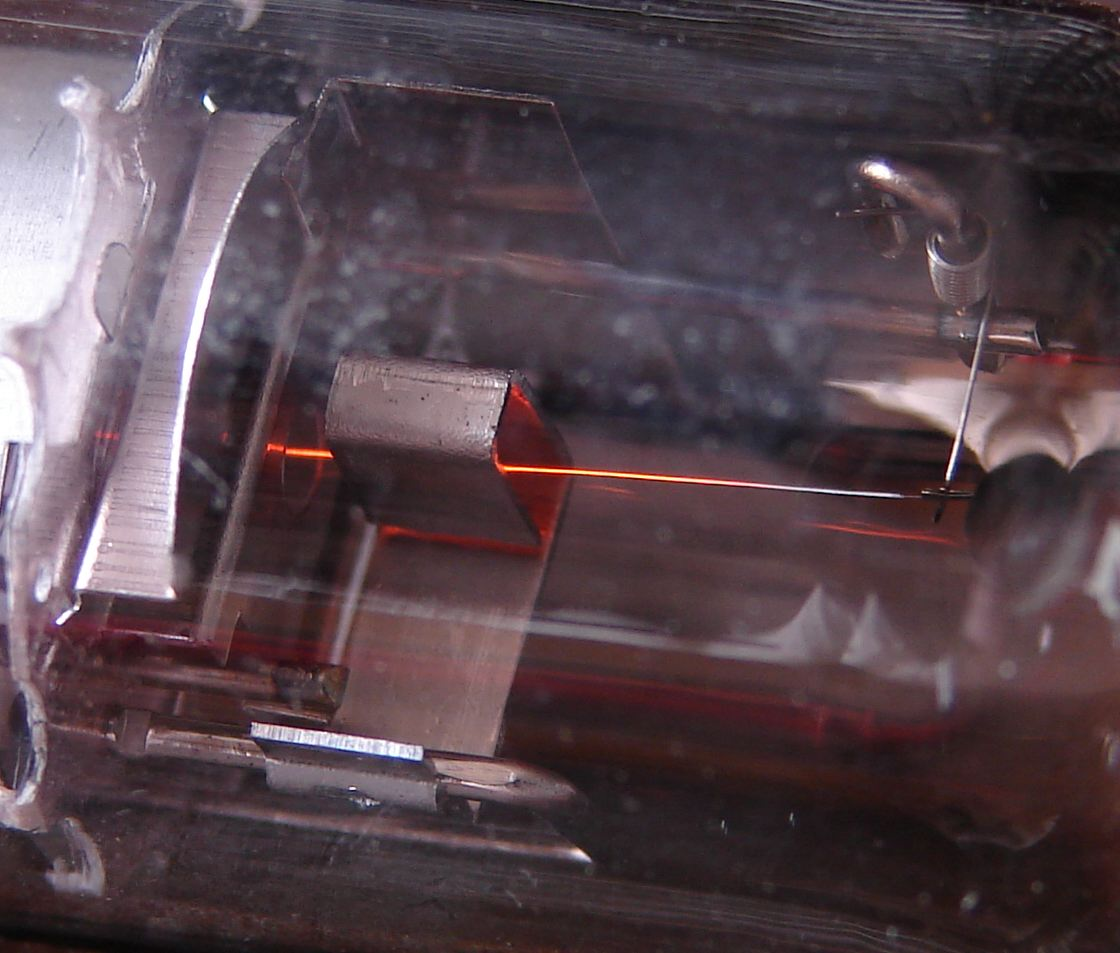
Makroaufnahme einer direkt geheizten DAF96, die weiße Schicht ist die fertig formierte Oxidkathode.

Die Oxidkathode wird bei ca. 1000 K betrieben und leuchtet daher in dunkler Rotglut. Manche (meist direkt geheizten) Oxidkathoden sind so filigran, dass deren Leuchten nur im Dunkeln sichtbar gemacht werden kann.

## Geschichte
Die ersten Oxidkathoden waren die sogenannten Barium-Dampf-Kathoden. Die Anoden dieser Röhren besitzen an geeigneter Stelle eine Kammer mit einer gewissen Menge Bariumazid oder eine Aluminium-Barium-Verbindung. Diese Kammer wurde während des Herstellungsprozesses durch Wirbelströme erhitzt. Das dadurch freigesetzte Barium schlug sich auf den kälteren Systemteilen nieder, unter anderem auch auf dem Heizfaden. Die Schichtdicke war mit 0,1…5 µm allerdings sehr dünn, sodass die Lebensdauer dieser Kathoden begrenzt war.
Die Telefunken RE48 von 1923 war eine der ersten Trioden mit Oxidkathode.
Ab 1926 hat La Radiotechnique den Barium-Nitrid-Prozess eingeführt. Der Heizfaden aus reinem Wolfram wurde mit Kupfer beschichtet und bei 800 °C oxidiert. Bariumnitrid wurde auf die Anode aufgestrichen. Beim Auspumpen der Röhre wurde die Anode auf 500 °C aufgeheizt. Der Stickstoff entwich und Barium blieb auf der Anode. Zum Abschluss wurde die Anode im Induktionsofen erhitzt und die Kathode elektrisch auf 1200 °C gebracht. Das Barium von der Anode verdampfte und reagierte mit dem Kupferoxid der Kathode zu Bariumoxid und Kupfer.

Später wurde dieser Prozess wieder aufgegeben und die noch heute übliche, direkte Beschichtung der Kathode gewählt: So bleibt auf den kühleren Systemteilen kein Barium zurück, was z. B. die Gitteremission verringert.
Ab 1927 wurde z. B. in den Typen RE134 und RE034 bereits die Kathode nach dem modernen Beschichtungsverfahren gefertigt.

## Aufbau und Herstellung
Die Bestandteile der Kathodenschicht sind Bariumoxid, oft auch Strontiumoxid im Mischungsverhältnis 1:1 oder 1:3.
Die Kathodenschicht wird bei der Herstellung als Suspension aus einem Bindemittel mit den Karbonaten der Ausgangsstoffe mit geeigneten Maßnahmen (Sprühen, Tauchen, Elektrophorese) in einer Schichtdicke von 20…80 µm auf das Trägermaterial aufgebracht. Das Trägermaterial ist entweder der aus Nickel oder Wolfram bestehende Heizdraht (sog. direkte Heizung) oder aber ein Nickel- und seltener ein Kupferröhrchen, in welchem der Heizdraht elektrisch isoliert dieses Röhrchen heizt (indirekte Heizung). Zu Heizung siehe Elektronenröhre:Heizung.
Im weiteren Verlauf der Röhrenherstellung wird die Kathode formiert; das geschieht bereits bei verschlossenen Röhrenkolben auf der Vakuumpumpe. Durch Erhitzen im Vakuum zerfallen die Karbonate zu Oxiden; daher der Name Oxidkathode. Im zweiten Schritt, dem Einbrennen, wird durch weiterführendes Erhitzen zusammen mit Anlegen entsprechender Spannungen ein Elektronenstrom erzeugt. Durch dieses Einbrennen wird ein elektrolytischer Vorgang in Gang gebracht, der für eine geringe Menge reinen Bariums in der Schicht sorgt.
Die fertige Oxidkathodenschicht emittiert nicht überall gleichmäßig. Es gibt zahlreiche kleine Zonen, in denen sehr gute Emission herrscht, während außerhalb dieser Zonen weniger gute Emission herrscht.
Telefunken hat Anfang der 1960er Jahre Experimente mit Folienkathoden gemacht. Dabei wird die Oxidsuspension mit geringen Dickentoleranzen auf eine Kunststofffolie aufgebracht. Nach dem Trocknen wird die Oxidschicht vom Trägermaterial mechanisch abgelöst, mittels geeigneter Stempelwerkzeuge ausgestanzt und gleichzeitig unter hohem Druck auf die (eckigen) Kathodenröhrchen aufgepresst. Die Vorteile dieses Verfahrens sind sehr geringe Toleranzen in der Schichtstärke bis hinunter zu 1,5 µm, eine geringere Oberflächenrauheit und ein scharf begrenzter Emissionsbereich. Ersteres ist Voraussetzung für Spanngitterröhren mit ihren äußerst geringen Abständen von Kathode und Steuergitter.

## Betrieb
Im Betrieb bei normaler Heiztemperatur verdampft ständig ein kleiner Teil metallischen Bariums, die elektrolytische Zersetzung findet ebenfalls weiterhin statt. Zu starke oder zu schwache Heizung stören das Gleichgewicht dieser Prozesse. Deshalb soll die Heizspannung der Oxidkathode auf ±5 % konstant gehalten werden.
Unterheizung begünstigt eine Verarmung an Emissionszentren durch eine Verlangsamung des elektrolytischen Prozesses, während Überheizung eine Abdampfung von metallischem Barium aus der Kathodenschicht begünstigt.